# 扎斯塔韋 (布斯克區)
49°59′17″N 24°50′35″E / 49.98806°N 24.84306°E
扎斯塔韋（烏克蘭語：Застав'є），是烏克蘭西部的村莊，隸屬利維夫州的佐洛奇夫區。該村面積4.61平方公里，海拔高度225米，2001年人口23，人口密度每平方公里4.99人。